# Преподобни Патапије
Преподобни Патапије је хришћански светитељ. Рођен је у Тиви Мисирској, од родитеља хришћана, у VII веку. 
У раној младости се удаљио у Мисирску пустињу. Када се прочу, почеше да му долазе људи тражећи утеху. Уплашен од људске славе, Патапије побеже из пустиње у – Цариград. Размишљао је да ће се лакше сакрити од људи у градској вреви. Направио себи колибу код цркве на Влахерни. Неки дечак, слеп од рођења, вођен Промислом Божијим, дође код Патапија и замоли га да се помоли Богу да би прогледао. Светитељ се смилова на њега, помоли се Богу, и он прогледа. То се чудо прочу по целој престоници, те људи наврнуше к њему. И кроз Светог Патапија пројавише се многа чуда Божија. 
Умро је у дубокој старости, у VII веку.
Православна црква га прославља 8. децембра/21. децембра.